# Дьяконово (станция)
Дьяконово — железнодорожная станция Московской железной дороги на линии Курск — Льгов в 20 км от Курска. Расположена на Привокзальной улице посёлка городского типа Прямицыно (Октябрьский район Курской области России).

## История
Станция Дьяконово открыта в 1868 году в 4 верстах от одноимённого села, к концу XIX века являвшимся дачным местом для жителей Курска. В 1890 году Курским губернским земским собранием решено замостить подъезды к станциям Дьяконово и Коренная Пустынь.
В начале XX века на станции грузится до 180 тыс. пудов, основной груз — хлеб. Железнодорожный вокзал построен в 1907 году. В 1902 и 1913 году император посещал эту станцию. Второй раз со своим сыном — цесаревичем Алексеем.
В Гражданская войну в 1919 году перед Эстонской стрелковой дивизией РККА стояла задача овладеть станцией Дьяконово.
8 января 1942 года на станции экипажем лётчиков Анатолия Самочкина и Ивана Кобылянского на самолёте Су-2 был атакован состав из 14 вагонов. В феврале 1943 года подрывниками Красной армии на станции были взорваны 1 паровоз, 4 цистерны с горючим и 12 платформ с военными грузами.
В 2021 году проведён ремонт платформы, здания вокзала и привокзальной площади.

## Инфраструктура

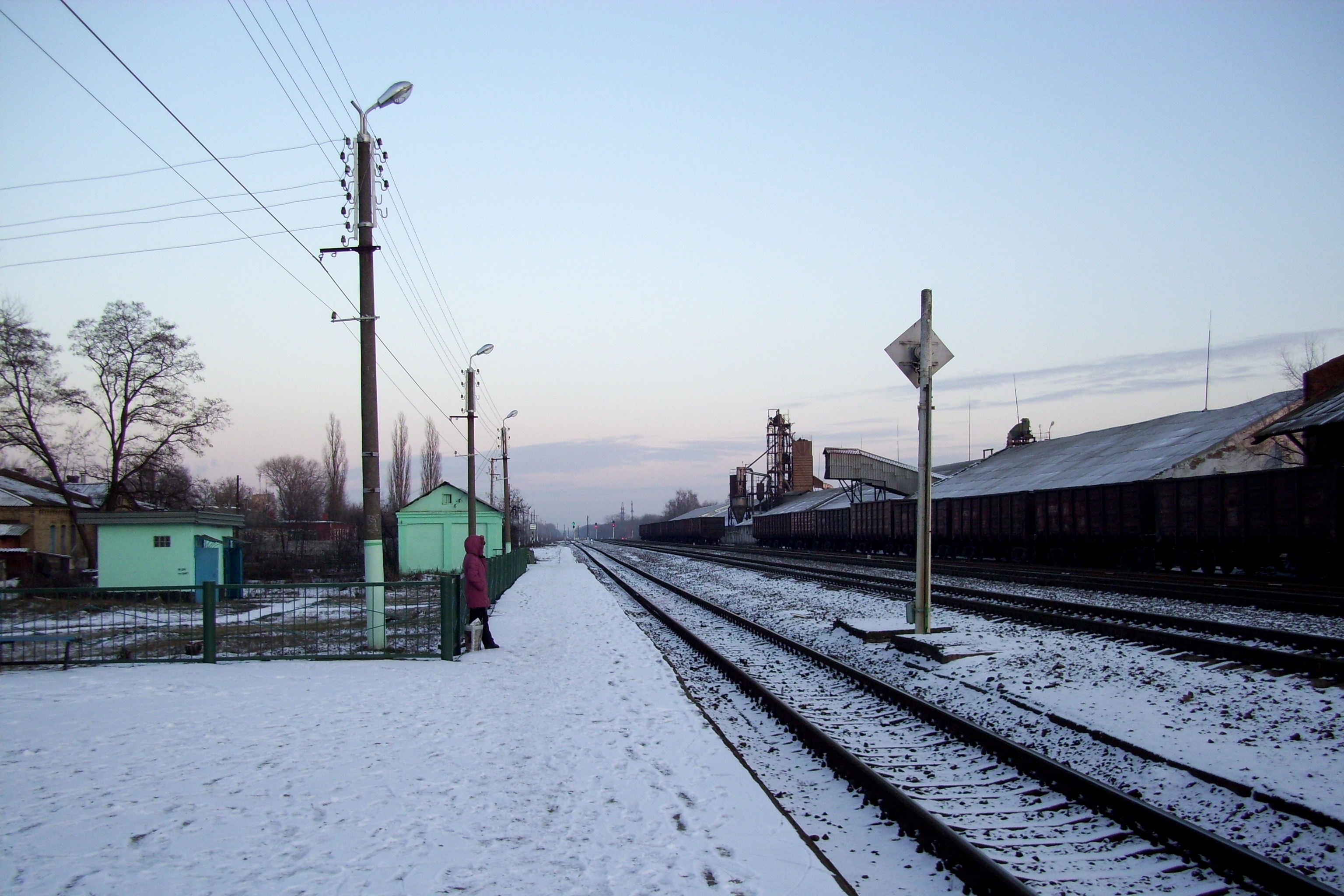
Вид на пути и ХПП

На 1981 год на станции осуществлялись: приём и выдача багажа и продажа билетов на поезда местного и дальнего следования, приём и выдача грузов повагонными отправками открытого и складского хранения, приём и выдача грузов на подъездных путях.
На станции 2 пути и 1 платформа. На станции находится зернохранилище и весовая (ХПП).

## Движение поездов

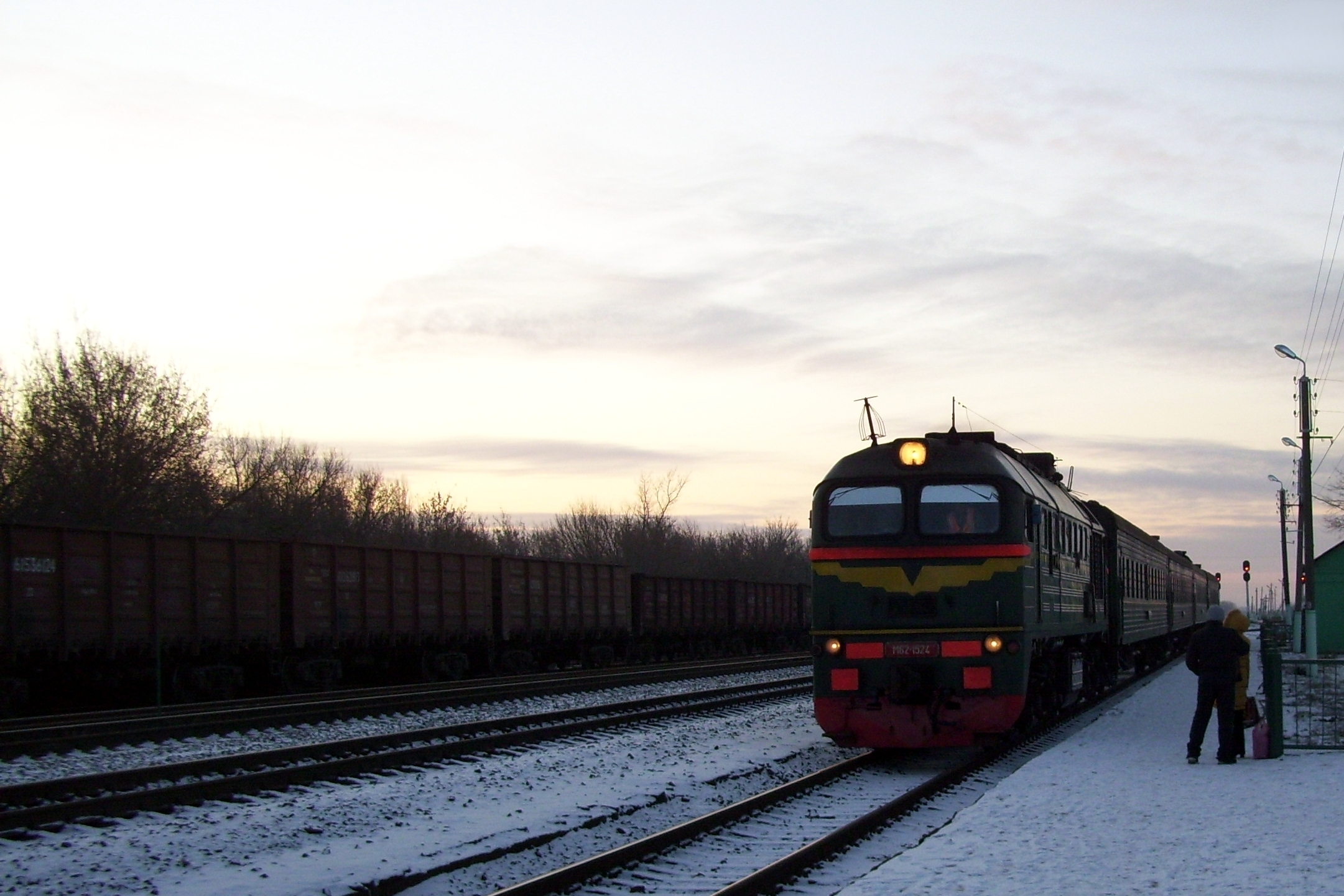
Пригородный поезд Льгов — Курск

На станции регулярно останавливаются пригородные поезда по направлениям Курск — Льгов, Курск — Лукашевка и Лукашевка — Поныри. Соседние остановочные пункты 440 км и 454 км в сторону Льгова и Курска соответственно.

## Комментарии
1. ↑  В источнике написано, что в 1907 году была построена станция, а не железнодорожный вокзал.